# Будинок Шимановського (Таганрог)
Будинок Шимано́вського (рос. Дом Шимановского) — одноповерховий житловий будинок по вулиці Фрунзе, 31 (інша адреса — Італійський провулок, 16) в місті Таганрог, Ростовська область, Росія. Подвійна адреса будівлі пов'язана з її кутовим розташуванням.
У другій половині XIX століття особняк знаходився у власності сімейства Сичевих.

## Історія
Невеликий одноповерховий будинок був побудований 1850 року в стилі модерн і розташувався за адресою — вулиця Фрунзе, 31 в Таганрозі. Три вікна будинку виходило на вулицю Фрунзе, ще два — на Італійський провулок. З 1870 року по 1900 рік будинок належав купецькому сімейству Сичевих. В 1870-х роках власником будинку був Мирон Якович Сичев, в 1880-х роках — Михайло Якович, а з кінця XIX століття і до 1910-х років будова належала Акіму Яковичу Сичеву. Останній обирався гласним Думи в 1890 році, був членом торгової депутації і особистим почесним громадянином міста. Про Мирона Яковича відомо, що він одружився з вісімнадцятирічною дівчиною Раїсою Костянтинівною Дросс, з якою обвінчався в Грецькій церкві. Брати Сичеви займалися торгівлею мануфактурними товарами в районі Старого базару і вокзалу. Вони активно рекламували продаж шовкових тканин, вовняних матерій, ситцю, бурнуси і ланкорта в друкованих газетах. Побудований особняк по вулиці Фрунзе був оточений великим садом і дворовими господарськими будівлями. Там, де розташовується «зрізаний» ріг будинку, раніше функціонував магазин з продажу колоніальних товарів, в тому числі кави та чаю.
В 1910 році садок, будинок і дворові прибудови придбав висококваліфікований лікар з жіночих хвороб Володимир Григорович Шимановський, за прізвищем якого будинок став відомим. Його дружину звали Мартою Павлівною. Лікар Шимановський вів активну громадську діяльність, яку поєднував з роботою в міських суспільствах і установах. Також він володів автомобілем — великою рідкістю в той час, так як в Таганрозі нараховувалося лише кілька таких транспортних засобів. Рідних дітей у Шимановських не було, проте під їх опікою перебувало двоє племінників.
У 1914 році на території ділянки за цією адресою з'явилася прибудова, виконана за оригінальним замовленням. Для будівництва стін використали червону цеглу, для настилу підлоги — паркет. Всередині, стіни приміщення були обклеєні шпалерами, а при декоруванні стель проводилися альфрейні роботи. Для виготовлення даху використовували дахове залізо. На ділянці працювала котельня, вона розташовувалася поряд з кухнею. Насос використовувався для подачі води в будинок. На території домоволодіння розташовувалося 19-20 приміщень, 10 з яких були житловими, інші використовувалися за іншим призначенням. Їх загальна площа становила 227 квадратних метрів.
У 1920-х роках лікар Шимановський втратив частину будинку. З 1920 року по 1922 рік у будинку проживав радянський воєначальник, один із засновників 1-ї Кінної армії Юхим Опанасович Щаденко. Про це повідомляє дошка, яка встановлена на фасаді будинку. В 1940-х роках в будинку жили письменник Володимир Володимирович Овечкін і художник Носков. Садова територія і насадження були практично знищені, від них залишилося кілька дерев. Дворові споруди обладнали під житлові приміщення. До 1953 року в будинку Шимановського проживав Ілля Якович Акопов, з квітня 1956 по березень 1966 року — Е. Е. Пастушенко. Влітку 1966 року в будівлі оселився начальник ДАІ М. М. Алтухов і прожив там до кінця 1970-х. В кінці 1980-х це була домашня адреса начальника господарського відділу міськкому партії Д. Ф. Левченко.
В середині 1990-х років поблизу будинку став працювати ларьок, у якому продавали гастрономічні товари. Ларьок отримав назву «Дора». У літній період часу він користувався популярністю в городян. Тут продавалося холодне пиво, вода і морозиво. Потім протягом декількох років поблизу працювало кафе.
У наш час в будинку з боку вулиці Фрунзе розташовується контора з обміну квартир.